# 臺南市立柳營國民中學
臺南市立柳營國民中學（簡稱「柳營國中」、「柳中」）是一所位於臺灣臺南市柳營區的國民中學，建立於1968年。

## 簡史
學校因實施九年國民義務教育而成立，最初由鹽水初中校長林煇負責建校工作，校址定於太康村與東昇村間。
1968年9月初新生訓練時，因校舍工程尚未完成，商借東昇村中山堂舉行。 

## 歷任校長
| 任 次  | 姓 名                       |
| 第一任 | 王雁彬                      |
| 第二任 | 隋邦銳                      |
| 第三任 | 方世玉                      |
| 代 理  | 吳村湖                      |
| 第四任 | 李新鄉                      |
| 第五任 | 羅德發                      |
| 第六任 | 楊豐松                      |
| 代 理  | 林永上                      |
| 第七任 | 黃柄權2007.08.01--2011.7.31 |
| 第八任 | 周憲章2011.08.01--2017.7.31 |
| 第九任 | 陳育生2017.08.01--          |

## 外部連結
- 臺南市立柳營國民中學 （页面存档备份，存于）